# Survivor 5 (2024.)
Survivor 5 (2024.) (hrv. Opstanak), peta je sezona Survivor Hrvatska. Prijave za sezonu započele su tijekom završnice prethodne sezone. Ovo je treća sezona u kojoj su se mogli prijaviti kandidati i izvan Hrvatske. Sezona serijala kreće s prikazivanjem u ožujku 2024. na hrvatskome televizijskome kanalu Nova TV. U Srbiji emisija kreće s prikazivanjem isti dan na kanalu Nova S.

## Proizvodnja
United Group otvorila je prijave za petu sezonu 29. rujna 2023. Show se prikazivao na TV kanalima: Novoj TV u Hrvatskoj, Novoj S u Srbiji, Novoj BH u Bosni i Hercegovini i Novoj M u Crnoj Gori. Srbijanske kuće izvješćivale su o srbijanskim i crnogorskim natjecateljima, dok su hrvatske i bosanskohercegovačke o hrvatskim i bosanskohercegovačkim natjecateljima. Kada se prikazuje u Srbiji i Crnoj Gori, Bojan Perić je primarni voditelj. Kada se prikazuje u Hrvatskoj i Bosni i Hercegovini, Mario Mlinarić je primarni voditelj. Međutim, oboje se pojavljuju u emisiji bez obzira na zemlju. 

## Pravila natjecanja
Natjecatelji su podijeljeni u dva plemena. Svako pleme ima svoje ime, zastavu i određenu boju, a početni zadatak je izgraditi sklonište od materijala koje nađu u okruženju u kojemu se nalaze, ali i od sredstava koja dobivaju kao nagradu tijekom natjecanja. Ovisno o godišnjem dobu u kojem se nalaze, dobivaju i minimalan broj predmeta za preživljavanje – najčešće su to noževi, kante za vodu i pitka voda. Vatru također moraju paliti na različite načine, no postoji mogućnost  osvajanja sredstava za paljenje uspješnim izvršavanjem zadataka.
Pred plemenima se nalaze različiti izazovi koji iziskuju i tjelesni i psihički napor, a svi imaju isti cilj – osvojiti imunitet i spasiti se od izbacivanja iz showa. Natjecatelji često moraju prolaziti kroz testove izdržljivosti, ekipnoga rada, ali prije svega snage volje. No, bit će i onih kojima je draže pokazati koliko su snalažljivi u prikupljanju namirnica i kuhanju hrane.
Postoje dvije vrste izazova: Nagrada i Imunitet. U nagradnom izazovu natjecatelji se bore osvojiti »luksuzne« stvari koje im nisu nužne za osnovni život, ali olakšavaju boravak i čine ga ugodnijim, poput šibica, kremena, kraćih putovanja dalje od kampa...
U izazovu Imunitet natjecatelji se bore za zaštitu od izbacivanja, koje se događa na posebnoj svečanosti, a koju izvodi »Plemensko vijeće«.
Kada u natjecanju ostane manji broj kandidata, dolazi do spajanja plemena i od toga trenutka borba za rješavanje zadataka postaje pojedinačna.
Ipak, sama igra puna je iznenađenja i preokreta pa tako postoji mogućnost razmjene članova prije ujedinjenja plemena, nekad slučajnim izborom, a nekad pregovorima dvaju kapetana plemena.
Kako bi se igra dodatno usložnila, postoji i skriveni idol koji daje imunitet, a natjecatelj ga treba pronaći. To je maleni predmet koji se uklapa u ambijent zemlje u kojoj se nalaze, a obično je skriven blizu kampa. U pojedinom ciklusu samo jedan natjecatelj smije tražiti imunitet.
Kada igrač pronađe predmet, može ga iskoristiti u različite svrhe poput cjenkanja s drugim igračima za savez ili, pak, oko glasovanja za izbacivanje. Predmet ga štiti od izbacivanja, ali samo do određene razine igre. Natjecatelj može birati hoće li pokazati skrivenoga idola drugima. U svakomu slučaju, ostali natjecatelji ne mogu ukrasti ili na bilo koji drugi način prisvojiti predmet toga određena natjecatelja.

## Natjecatelji
| Natjecatelj                                                          | Starost | Mjesto                      | Plemena | Plemena           | Plemena | Kraj                              |
| Natjecatelj                                                          | Starost | Mjesto                      | Izvorno | Novi Natjecatelji | Spojena | Kraj                              |
| -------------------------------------------------------------------- | ------- | --------------------------- | ------- | ----------------- | ------- | --------------------------------- |
| Marko Kovačević Barmen                                               | 20      | Beograd                     | Crveni  |                   |         | 1. eliminiran Ep. 4               |
| Katia Žunić Fizioterapeutkinja                                       | 25      | Rijeka                      | Plavi   |                   |         | 2. eliminirana Ep. 8              |
| Meggy Alobić Fitness trenerica                                       | 35      | Bregi                       | Plavi   | Plavi             |         | 3. eliminirana Ep. 12             |
| Ivana Štrbac Pjevačica                                               | 32      | Novi Sad                    | Crveni  | Crveni            |         | 4. eliminirana Ep. 16             |
| Varja Topalović Karatašica Pjevačica                                 | 25      | Beograd                     | Crveni  | Crveni            |         | 5. eliminirana Ep. 20             |
| Jakob Kosić MMA borac                                                | 30      | Zagreb                      | Plavi   | Plavi             |         | Napustio show Ep. 23              |
| Damjan Puljić Magistar strojarstva                                   | 30      | Čapljina                    | Plavi   | Plavi             |         | 6. eliminiran Ep. 28              |
| Uroš Velanac Voditelj akademije košarke                              | 26      | Beograd JAR, Španjolska     | Crveni  | Crveni            |         | Napustio show Ep. 30              |
| Nikola Renić Student sociologije                                     | 21      | Zagreb Imotska krajina      | Plavi   | Plavi             |         | 7. eliminiran Ep. 32              |
| Martina Fudurić Učiteljica tjelesne i zdravstvene kulture            | 30      | Zagreb Belavići (Duga Resa) | Plavi   | Plavi             |         | Napustila show Ep. 36             |
| Vesna Jovanović Odbojkašica                                          | 40      | Novi Sad                    | Crveni  | Crveni            |         | Napustila show Ep. 36             |
| Mitar Pešić Fitness trener                                           | 42      | Beograd                     | Crveni  | Crveni            | Crveni  | 8. eliminiran Ep. 40              |
| Vojislav Vrećo Inžinjer menadžmenta                                  | 30      | Beograd                     | Crveni  | Crveni            | Crveni  | 9. eliminiran Ep. 42              |
| Alex Percan Kondicijski trener                                       | 31      | Pula                        |         | Plavi             | Plavi   | 10. eliminiran Ep. 44             |
| Nancy Poropat Fitness trenerica                                      | 29      | Pula                        |         | Plavi             | Plavi   | 11. eliminiran Ep. 46             |
| Katarina Nicić Magistar ekonomije i marketinga                       | 27      | Novi Sad                    | Crveni  | Crveni            | Crveni  | 12. eliminiran Ep. 47             |
| Matea Galić Farmaceutski tehničar Student ekonomije Hostesa na brodu | 26      | Zagreb - Šibenik            | Plavi   | Plavi             | Plavi   | 13. eliminiran Ep. 48             |
| Ognjen Dimić Fitness trener                                          | 25      | Budva                       | Crveni  | Crveni            | Crveni  | 14. eliminiran Ep. 48             |
| Anđela Šaračević Prvostupnica ekonomije                              | 26      | Podgorica                   |         | Crveni            | Crveni  | 15. eliminiran Ep. 49             |
| Dorian Ivanovski Plinoinstalater                                     | 26      | Stupnik                     | Plavi   | Plavi             | Plavi   | 16. eliminiran Ep. 49             |
| Stefan Arsić Osobni trener                                           | 26      | Niš                         |         | Crveni            | Crveni  | 17. eliminiran Ep. 50             |
| Mihaela Pavlović Magistra kineziologije                              | 30      | Dubrovnik                   | Plavi   | Plavi             | Plavi   | 18. eliminiran Ep. 50             |
| Tijana Jeremić Student                                               | 21      | Beograd                     | Crveni  | Crveni            | Crveni  | Jedini preživjeli crvenog plemena |
| Luka Rimac Ugostitelj                                                | 26      | Osijek                      | Plavi   | Plavi             | Plavi   | Jedini preživjeli plavog plemena  |

## Sažetak sezone
Epizode se emitiraju pet dana u tjednu. Dvije epizode posvećene su dvama izazovima za nagradu, a ostale tri epizode posvećene su izazovima imuniteta, plemenskim vijećima, zajedno s izazovima imuniteta pojedinca za pleme koje gubi. Posljednja epizoda svakog tjedna posvećena je eliminacijskom dvoboju koji odlučuje tko će biti eliminiran. 
Sažetak prema epizodama postavljenim na online stranici Nova TV:
| Br. | Nadnevak emitiranja (2024) | Pobjednici izazova | Pobjednici izazova     | Pobjednici izazova | Pobjednici izazova     | Pobjednici izazova | Pobjednici izazova     | Nominirani                 | Nominirani                 | Nominirani               | Nominirani               | Izbačen(i) F | Kraj                    |
| Br. | Nadnevak emitiranja (2024) | Nagrade A          | Nagrade A              | Imunitet           | Imunitet               | Imunitet           | Imunitet               | Nominirani                 | Nominirani                 | Nominirani               | Nominirani               | Izbačen(i) F | Kraj                    |
| Br. | Nadnevak emitiranja (2024) | Nagrade A          | Nagrade A              | Plemenski B        | Plemenski B            | Pojedinačni C      | Pojedinačni C          | od plemena (glasovanjem) D | od plemena (glasovanjem) D | od nositelja imuniteta E | od nositelja imuniteta E | Izbačen(i) F | Kraj                    |
| Br. | Nadnevak emitiranja (2024) | #1                 | #2                     | #1                 | #2                     | #1                 | #2                     | #1                         | #2                         | #3                       | #4                       | Izbačen(i) F | Kraj                    |
| --- | -------------------------- | ------------------ | ---------------------- | ------------------ | ---------------------- | ------------------ | ---------------------- | -------------------------- | -------------------------- | ------------------------ | ------------------------ | ------------ | ----------------------- |
| 1   | 4. – 10. ožujka            | Crveni (1:0)       | Crveni (10:3)          | Crveni (8:7)       | Plavi (8:2)            | Luka               | Mitar                  | Katia                      | Ivana                      |                          |                          | Marko        | 1. eliminirani Ep. 4    |
| 1   | 4. – 10. ožujka            | Crveni (4:2)       | Crveni (10:3)          | Crveni (8:7)       | Plavi (8:2)            | Luka               | Mitar                  | Katia                      | Ivana                      |                          |                          | Marko        | 1. eliminirani Ep. 4    |
| 1   | 4. – 10. ožujka            | Plavi (5:2)        | Crveni (10:3)          | Crveni (8:7)       | Plavi (8:2)            | Luka               | Mitar                  | Katia                      | Marko                      |                          |                          | Marko        | 1. eliminirani Ep. 4    |
| 2   | 11. – 17. ožujka           | Plavi (10:5)       | Plavi (8:6)            | Crveni (8:3)       | Plavi (8:5)            | Luka               | Ognjen                 | Katia                      | Ivana                      |                          |                          | Katia        | 2. eliminirani Ep. 8    |
| 2   | 11. – 17. ožujka           | Plavi (10:5)       | Plavi (8:6)            | Crveni (8:3)       | Plavi (8:5)            | Luka               | Ognjen                 | Nikola                     | Ivana                      |                          |                          | Katia        | 2. eliminirani Ep. 8    |
| 3   | 18. – 24. ožujka           | Plavi (8:6)        | Plavi (5:3)            | Plavi (8:4)        | Crveni (8:5)           | Ognjen             | Martina                | Varja                      | Meggy                      |                          |                          | Meggy        | 3. eliminirani Ep. 12   |
| 4   | 25. – 31. ožujka           | Plavi (8:6)        | Plavi (8:7)            | Plavi (8:4)        | Plavi (8:7)            | Mitar              | Mitar                  | Varja                      | Ivana                      |                          |                          | Ivana        | 4. eliminirani Ep. 16   |
| 5   | 01. – 07. travnja          | Crveni (8:0)       | Plavi (8:6)            | Crveni (8:6)       | Plavi (8:1)            | Luka               | Ognjen                 | Alex                       | Varja                      |                          |                          | Varja        | 5. eliminirani Ep. 20   |
| 6   | 08. – 14. travnja          | Crveni (8:3)       | Crveni (10:2)          | Crveni (8:4)       | Plavi (8:4)            | Dorian             | Tijana                 | Alex                       | Ognjen                     |                          |                          | Jakob        | Napustio show Ep. 23G   |
| 7   | 15. – 21. travnja          | Plavi (10:4)       | Plavi (8:6)            | Crveni (8:5)       | Crveni (10:4)          | Luka               | Luka                   | Damjan                     | Nikola                     |                          |                          | Damjan       | 6. eliminirani Ep. 28   |
| 8   | 22. – 28. travnja          | Crveni (8:5)       | Plavi (8:7)            | Crveni (10:2)      | Crveni (8:6)           | Mihaela            | Mihaela                | NikolaH                    | Nancy                      |                          |                          | Uroš         | Napustio show Ep. 30I   |
| 8   | 22. – 28. travnja          | Crveni (8:5)       | Plavi (8:7)            | Crveni (10:2)      | Crveni (8:6)           | Mihaela            | Mihaela                | Alex                       | Nancy                      | Nikola                   | 7. eliminirani Ep. 32    |              |                         |
| 9   | 29. travnja – 5. svibnja   | Crveni (10:3)      | Crveni (8:6)           | Plavi (8:7)        | Plavi (10:4)           | Stefan             | Stefan                 | Mitar                      | Ognjen                     |                          |                          | Martina      | Napustile show Ep. 36IG |
| 9   | 29. travnja – 5. svibnja   | Crveni (10:3)      | Crveni (8:6)           | Plavi (8:7)        | Plavi (10:4)           | Stefan             | Stefan                 | Mitar                      | Ognjen                     | Vesna                    |                          |              | Napustile show Ep. 36IG |
| 10  | 06. – 12. svibnja          | Plavi (7:4)        | Plavi (8:5)            | Plavi (8:7)        | Crveni (7:4)           | Stefan             | Nancy                  | Anđela                     | Alex                       |                          |                          | Mitar        | 8. eliminirani Ep. 40   |
| 11  | 13. – 19. svibnja          | Plavi (8:6)        | Plavi (8:7)            | Plavi (8:6)        | Crveni (8:3)           | Ognjen             | Luka                   | Vojislav                   | Alex                       | Stefan                   | Nancy                    | Vojislav     | 9. eliminirani Ep. 42   |
| 11  | 13. – 19. svibnja          | Plavi (8:6)        | Plavi (8:7)            | Plavi (8:6)        | Crveni (8:3)           | Ognjen             | Luka                   | Vojislav                   | Alex                       | Stefan                   | Nancy                    | Alex         | 10. eliminirani Ep. 44  |
| 12  | 20. – 21. svibnja          | Plavi (10:2)       |                        | Crveni (8:5)       |                        | Luka               |                        | Nancy                      |                            | Dorian                   |                          | Nancy        | 11. eliminirani Ep. 46  |
| 12  | 22. svibnja                |                    |                        |                    |                        | Stefan             | Dorian                 | Ognjen                     | Ognjen                     | Katarina                 | Katarina                 | Katarina     | 12. eliminirani Ep. 47  |
| 12  | 23. i 24. svibnja          |                    |                        |                    |                        | Dorian             | Mihaela                |                            |                            |                          |                          | Matea        | 13. eliminirani Ep. 48  |
| 12  | 23. i 24. svibnja          | Stefan             | Anđela                 | Ognjen             | 14. eliminirani Ep. 48 |                    |                        |                            |                            |                          |                          |              |                         |
| 13  | 27. – 31. svibnja          |                    |                        |                    |                        | Stefan             | Luka                   | Tijana J                   | Mihaela J                  |                          |                          | Anđela       | 15. eliminirani Ep. 49  |
| 13  | 27. – 31. svibnja          | Dorian             | 16. eliminirani Ep. 49 |                    |                        | Stefan             | Luka                   | Tijana J                   | Mihaela J                  |                          |                          |              |                         |
| 13  | 27. – 31. svibnja          | Tijana             | Luka                   |                    |                        | Stefan             | 17. eliminirani Ep. 50 |                            |                            |                          |                          |              |                         |
| 13  | 27. – 31. svibnja          | Tijana             | Luka                   | Mihaela            | 18. eliminirani Ep. 50 |                    |                        |                            |                            |                          |                          |              |                         |